# Ronald Spelbos
Ronald Spelbos (Utrecht, 8 luglio 1954) è un allenatore di calcio ed ex calciatore olandese.

## Palmarès

### Competizioni nazionali
- Campionato olandese: 2

AZ Alkmaar: 1980-1981
Ajax: 1984-1985
- Coppa dei Paesi Bassi: 5

AZ Alkmaar: 1977-1978, 1980-1981, 1981-1982
Ajax: 1985-1986, 1986-1987

### Competizioni internazionali
- Coppa delle Coppe: 1

Ajax: 1986-1987